# Eric Bana

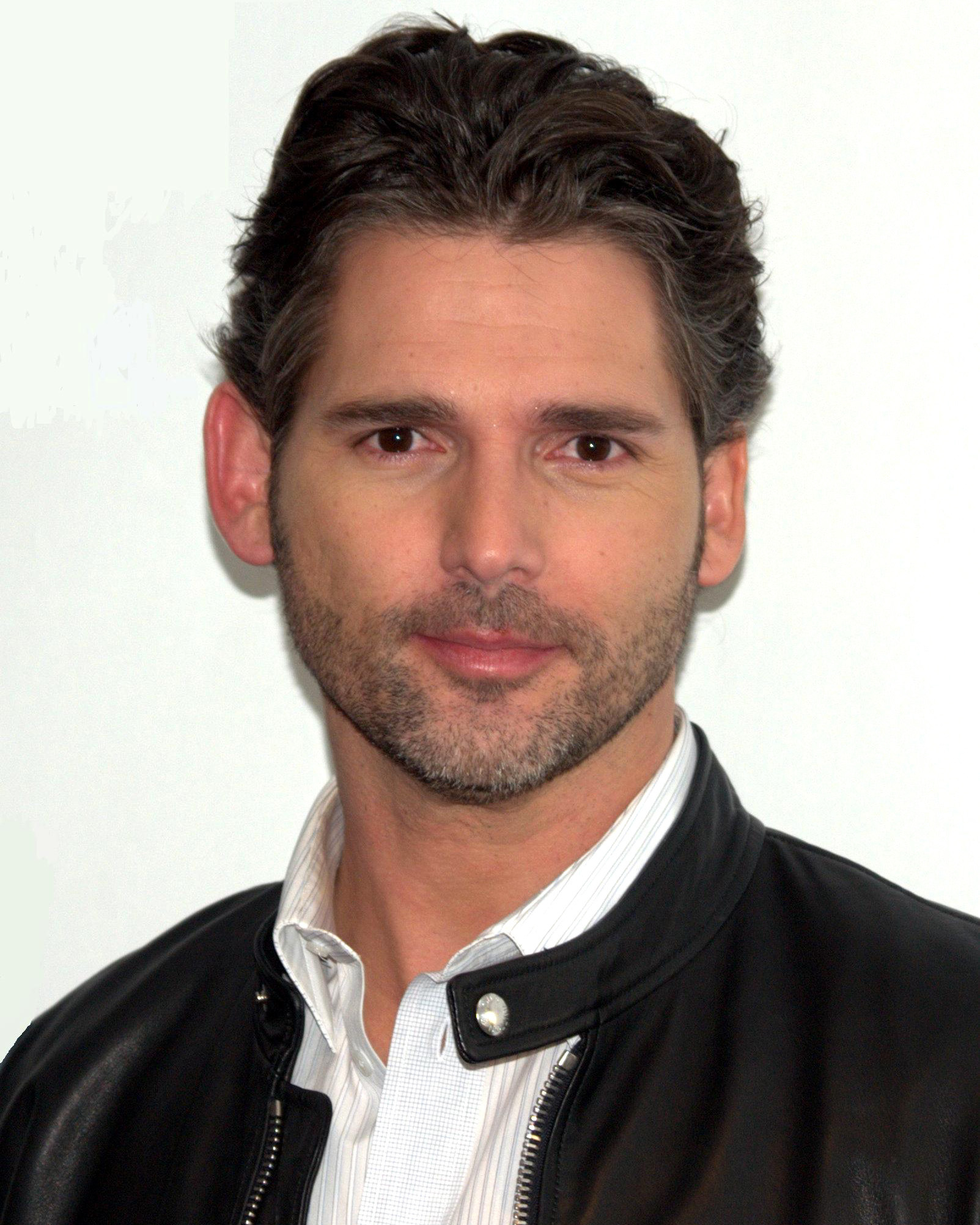
Eric Bana beim Tribeca Film Festival 2009

Eric Bana (* 9. August 1968 in Melbourne, Victoria als Eric Banadinović) ist ein australischer Schauspieler, Drehbuchautor und Filmproduzent. Bekannt wurde er durch seine Hauptrollen in den Spielfilmen Hulk, Troja und München.

## Biografie

### Frühes Leben
Eric Bana wurde als Sohn von Ivan Banadinović, einem kroatischen Mitarbeiter bzw. Manager bei Caterpillar, und dessen Frau Eleanor, einer deutschen Friseurin, geboren. Eigentlich wollte er Kfz-Mechaniker und Rennfahrer werden. Zunächst versuchte er sich in Gelegenheitsjobs wie Autowäscher oder als Barmixer einer Hotelbar, wo er auch als Stand-up-Comedian auftrat.
Bana studierte anschließend Schauspielerei in Sydney und trat mehrfach in Shakespeare-Aufführungen auf. Später wurde er am National Institute of Dramatic Art in Sydney aufgenommen.

### Karriere
Nach Abschluss seines Studiums begann Bana eine Karriere als Comedian und wurde durch die australische Comedy-Sketch-Serie Full Frontal bekannt. Nebenher moderierte er die TV-Show Eric, für die er auch die Drehbücher schrieb und als Co-Produzent fungierte. Des Weiteren wirkte er in der Varieté-Show The Eric Bana Show live mit. Der etablierteste Charakter seiner frühen Laufbahn war Poida, ein australischer „Bogan“ (ein Begriff aus Australien und Neuseeland, der eine meist weiße, prollige Person aus der Arbeiterklasse beschreibt).
Nach einer kleinen Rolle in dem australischen Low-Budget-Hit The Castle (1997) zog sich Bana für einige Jahre aus der Unterhaltungsbranche zurück. Im Jahr 2000 kehrte er für den Film Chopper auf die Leinwand zurück. Chopper erhielt überwiegend positive Kritiken und gewann drei Australian Film Institute Awards, darunter auch den für den besten Schauspieler. Bana, der für den Film 15 Kilo zugelegt hatte, gewann drei weitere Filmpreise. Der amerikanische Filmkritiker Roger Ebert lobte Banas Leinwandpräsenz und prophezeite ihm, ein Star zu werden.
Danach übernahm er die Rolle des Norm „Hoot“ Gibson in Ridley Scotts Film Black Hawk Down. Bana war dem Regisseur, Scott, von Russell Crowe empfohlen worden und hatte für die Rolle des Soldaten „Hoot“ Gibson nicht nur an Gewicht abgenommen, sondern auch mit Delta-Force-Soldaten in Fort Bragg trainiert.
Außerdem spielte er in der australischen Komödie The Nugget mit und als Hauptdarsteller in Ang Lees Comicverfilmung Hulk. Auf Empfehlung von Brad Pitt spielte er in Troja die Rolle des Hektor. In Steven Spielbergs Film München über das Olympia-Attentat 1972 verkörperte er die Rolle des israelischen Mossad-Agenten Avner.
2007 spielte Bana in Curtis Hansons Poker-Filmdrama Glück im Spiel und in Romulus, My Father. In dem historischen Liebesdrama Die Schwester der Königin war er 2008 als Heinrich VIII. an der Seite von Natalie Portman und Scarlett Johansson zu sehen. 2009 wirkte er in der Bestsellerverfilmung Die Frau des Zeitreisenden unter der Regie von Robert Schwentke sowie im elften Star-Trek-Film als Bösewicht Nero mit. Im gleichen Jahr gab er mit dem Dokumentarfilm Love the Beast sein Debüt als Regisseur.
Anfang 2013 spielte er als Werbeträger die Hauptrolle in dem Kurzfilm Duels von Matteo Garrone für die Kampagne zu dem Herrenduft Man Extreme von Bulgari.
Bana wird überwiegend von Benjamin Völz synchronisiert.

### Persönliches
Bana ist mit Rebecca Gleeson, einer ehemaligen Publizistin der australischen Rundfunkgesellschaft Seven Network (u. a. auch Produzentin der Fernsehserie Full Frontal), verheiratet. Sie haben zwei Kinder und wohnen in Melbourne.
Bana ist ein großer Motorsport-Fan und fährt in seinem Heimatland oft Rennen. Außerdem ist er ein Anhänger des Australian Football und unterstützt den St. Kilda Football Club.

## Filmografie (Auswahl)

### Filme
- 1997: The Castle
- 2000: Chopper
- 2001: Black Hawk Down
- 2002: The Nugget
- 2003: Findet Nemo (Finding Nemo)
- 2003: Hulk
- 2004: Troja (Troy)
- 2005: München (Munich)
- 2007: Glück im Spiel (Lucky You)
- 2007: Unter der Sonne Australiens (Romulus, My Father)
- 2008: Die Schwester der Königin (The Other Boleyn Girl)
- 2009: Die Frau des Zeitreisenden (The Time Traveler’s Wife)
- 2009: Star Trek
- 2009: Wie das Leben so spielt (Funny People)
- 2009: Love the Beast
- 2009: Mary & Max – oder: Schrumpfen Schafe, wenn es regnet? (Mary & Max)
- 2011: Wer ist Hanna? (Hanna)
- 2012: Cold Blood – Kein Ausweg. Keine Gnade. (Deadfall)
- 2013: Lone Survivor
- 2013: Unter Beobachtung (Closed Circuit)
- 2014: Erlöse uns von dem Bösen (Deliver Us from Evil)
- 2016: The Finest Hours
- 2016: Special Correspondents
- 2016: Ein verborgenes Leben – The Secret Scripture (The Secret Scripture)
- 2017: King Arthur: Legend of the Sword
- 2017: The Forgiven
- 2020: The Dry – Lügen der Vergangenheit (The Dry)
- 2021: Zurück ins Outback (Back to the Outback, Stimme)
- 2022: Chip und Chap: Die Ritter des Rechts (Chip ’n’ Dale: Rescue Rangers, Stimme)
- 2022: Blueback
- 2024: Force of Nature: The Dry 2
- 2024: Berlin Nobody
- 2024: Memoir of a Snail (Stimme)

### Serien
- 1993–1996: Full Frontal (Drehbuch)
- 1996–1997: Eric (Drehbuch, Produzent)
- 1997: The Eric Bana Show Live (Drehbuch, Co-Producer)
- 1999–2000: All Saints (3 Episoden)
- 2000–2001: Something in the Air
- 2007: Kath & Kim (Folge 4x02)
- 2018–2019: Dirty John (8 Episoden)
- 2025: Untamed (Miniserie, 6 Episoden)

## Auszeichnungen
Academy of Science Fiction, Fantasy & Horror Films
- 2003 Nominiert Bester Darsteller Hulk

Australian Film Institute
- 2008 Nominiert Bester Darsteller The Other Boleyn Girl
- 2007 Bester Darsteller Romulus, My Father

News Limited Readers’ Choice Award
- 2007 Nominiert Bester Darsteller Lucky You
- 2006 Nominiert Bester Darsteller München
- 2000 Bester Darsteller Chopper

Boston Society of Film Critics Awards
- 2009 Bestes Ensemble Star Trek

Chicago Film Critics Association Awards
- 2002 Nominiert Bester Newcomer

Denver Film Critics Society
- 2009 Bestes Ensemble Star Trek

Film Critics Circle of Australia Awards
- 2008 Nominiert bester Darsteller Romulus, My Father
- 2001 bester Darsteller Chopper

Golden Schmoes Awards
- 2005 Nominiert bester Darsteller München

IF Awards
- 2000 bester Darsteller Chopper

Logie Awards
- 1997 bester Darsteller (Komödie)

MTV Movie Awards
- 2005 Nominiert Bester Kampf (mit Brad Pitt)

Phoenix Film Critics Society Awards
- 2002 Nominiert Bestes Ensemble Black Hawk Down

Scream Awards
- 2009 Nominiert Bester Bösewicht Star Trek

Stockholm Film Festival
- 2000 Nominiert Bester Darsteller Chopper

Teen Choice Awards
- 2009 Nominiert Bester Bösewicht Star Trek

Washington DC Area Film Critics Association Award
- 2009 Nominiert Bestes Ensemble Star Trek